# František Xaver Harlas
František Xaver Harlas, křtěný Franz Xaverský Carl Andreas (8. února 1865 Praha – 22. srpna 1947 Praha) byl historik umění, malíř, publicista a ředitel Muzea hlavního města Prahy.

## Život
F.X. Harlas se narodil v Praze v rodině železničního zaměstnance Ondřeje Harlase a jeho ženy Marie rodem Gutmannové.Po absolvování obecné školy maturoval na gymnasiu v Praze (1885) a v letech 1890–1894 studoval dějiny umění na pražské německé univerzitě (Alwin Schultz, O. Hostinský). Roku 1898 zde získal doktorát filozofie. Kromě studia teorie umění absolvoval také malířské vzdělání na Uměleckoprůmyslové škole (F. Ženíšek, J. Schikaneder) a soukromě u Charlotty Mohr-Piepenhagenové. Od roku 1897 byl asistentem a v letech 1913–30 ředitelem Muzea hlavního města Prahy.
Byl zakládajícím členem a v letech 1915–1933 místopředsedou Kruhu pro pěstování dějin umění. Od roku 1911 byl výtvarným referentem Národní politiky a přispíval i do dalších tiskovin (Hlas národa, Politik, Rozhledy, Osvěta, Union, Světozor, Zvon, Dílo, Český svět, Máj). Byl redaktorem edice reprodukcí Obrazárna Zvonu (1918–1923). Spolupracoval na heslech Ottova slovníku naučného (1899–1909).
Zemřel v Praze roku 1947 ve věku 82 let. Pohřben byl na Olšanských hřbitovech.

## Dílo
Jako malíř se věnoval krajinářství.
Filozofické kořeny Harlasovy názorové orientace tkví spíše v romantické "naturfilozofii" než v přírodních vědách 19. století, sdílí však pozitivistickou víru v postupné a stále dokonalejší poznávání přírody uměním a umění vědou.
Ve svých článcích se věnoval především pragensiím, ale uchování starobylého rázu Prahy chápal relativisticky a pokladům minulosti vykázal místo v muzeu. Pro zachování svědectví o zanikajících památkách přisuzoval zásadní význam fotografii.
V hodnocení umění 19. a 20. století bylo pro něj hlavním kritériem rozvíjení již dosaženého formálního a technického mistrovství. Jako akademickou normu vnímal umění, které se blíží ideálu přirozenosti. Počátkem moderny v malířství pro něj byl Karel Purkyně, podporoval myslbekovskou tradici českého sochařství, reprezentovanou Štursou.

## Galerie

U hospodářství (olej na plátně)
Rozkvetlá louka (olej na kartonu)
Pohled do lesa (akvarel na papíře)
Krajina s jezdcem (olej na kartonu)
Krajina s lesem (olej na překližce)
Lesní cesta (akvarel, perokresba na karton)
Krajina (kresba tuší, akvarel)